# Renault Trafic III
Le Trafic est un véhicule utilitaire léger, un minibus de 7/8/9 places (van passager) ou une camionnette aménagée et commercialisé par le constructeur automobile français Renault à partir de septembre 2014. Il s'agit de la 3e génération du Renault Trafic, fabriquée à l'usine Renault de Sandouville en France.
D'autres constructeurs commercialisent leur propre version de ce Trafic III : Nissan NV300 / Nissan Primastar (depuis 2016) et Renault Trucks Trafic III Red (depuis 2022). D'autres l'ont commercialisé : 
- Opel et sa filiale britannique Vauxhall : Opel Vivaro B/Vauxhall Vivaro B de 2014 à 2019,
- Fiat Professional : Fiat Talento II de 2016 à juin 2020,
- Mitsubishi en Australie : Mitsubishi Express de 2020 à 2022.

## Présentation et variantes rebadgées
Son clone allemand, l'Opel/Vauxhall Vivaro B, est produit dans l'ex usine GM de Luton en Angleterre par Vauxhall, la société-sœur d'Opel, rachetée avec Opel par PSA en 2017. Les versions conduite à droite sans réhausse du Trafic sont elles aussi produites jusqu'en 2019 dans l'usine britannique de Luton par Vauxhall. Néanmoins, les versions surélevées du Vivaro, dites "H2", sont fabriquées dans l'usine française de Sandouville par Renault (aussi bien pour Opel que pour Vauxhall). Les versions conduite à gauche de l'Opel Vivaro sont elles aussi produites par Renault dans l'usine française de Sandouville. Il est proposé en quatre versions différentes : Fourgon, Cabine Approfondie, Plancher cabine et Combi.
Deux ans plus tard, après l'arrêt de production de son Primastar de première génération, fin 2016, Nissan le remplace par le NV300. Il est produit à l'usine française de Sandouville par Renault (pour les versions conduite à gauche et pour les versions réhaussées), mais aussi par Vauxhall à l'usine britannique de Luton jusqu'en 2019 (pour les versions conduite à droite sans réhausse).
En juillet 2014, Fiat Professional et Renault signent un partenariat sur leurs véhicules utilitaires légers de milieu de gamme. Cette affaire portera uniquement, au deuxième trimestre 2016, sur le remplaçant du Scudo II nommé Talento II, reprenant le nom de la version courte de la 1re génération du Fiat Ducato faisant référence, comme de coutume de la marque italienne, à une ancienne pièce de monnaie. Il est produit à l'usine française de Sandouville par Renault (pour les versions conduite à gauche et pour les versions réhaussées), mais aussi par Vauxhall à l'usine britannique de Luton jusqu'en 2019 (pour les versions conduite à droite sans réhausse).
Le Renault Trafic III est transformé (stickers, découpes de carrosserie, habillage fourgon, aménagements fourgon, conversion pour le transport de personnes à mobilité réduite) par Renault Pro+ sur le site normand de Qstomize à Heudebouville, en France. Il en est de même pour son frangin, le Renault Trucks Trafic III Red, mais aussi son clone japonais le Nissan NV300/Primastar II et son clone allemand l'Opel/Vauxhall Vivaro B. Son clone italien, le Fiat Talento II, est quant à lui transformé (stickers, découpes de carrosserie, habillage fourgon, aménagements fourgon, conversion pour le transport de personnes à mobilité réduite) par Fiat Professional en Italie. Les sites de transformation de Fiat Professional transforment maintenant les modèles commercialisés par toutes les marques du groupe Stellantis et les VUL européens du clone japonais Toyota.
Fin 2018, le groupe PSA, nouveau propriétaire des marques Opel/Vauxhall, a annoncé la fin du partenariat avec Renault pour l'Opel/Vauxhall Vivaro B et l'arrivée en 2019 d'une nouvelle version construite sur la base de l'utilitaire maison Citroën Jumpy-Dispatch /Peugeot Expert.

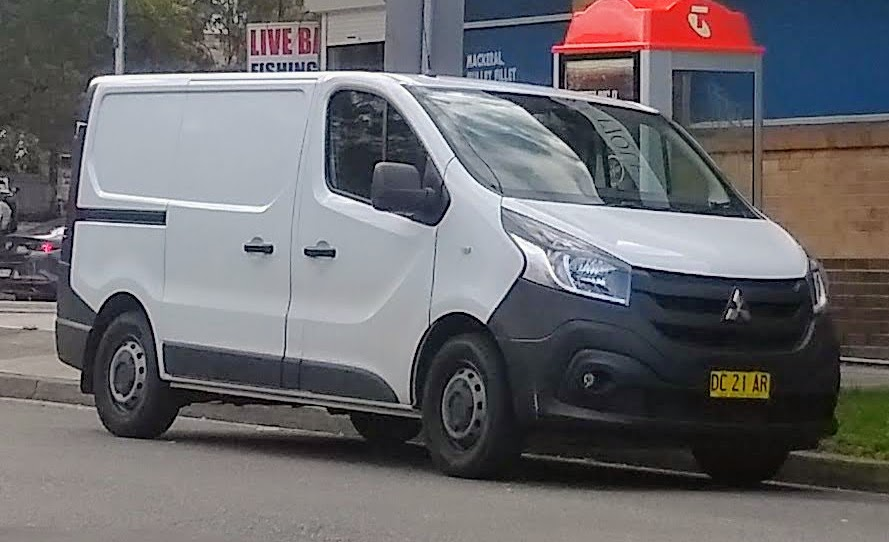
Mitsubishi Express

Dès 2020, dans le cadre de la nouvellement créée Alliance Renault-Nissan-Mitsubishi, Mitsubishi commercialise le Trafic en Australie et en Nouvelle-Zélande sous le nom de Mitsubishi Express. Ce dernier a obtenu la note de 0 étoile sur 5 aux crash-tests australiens (ANCAP). Sa commercialisation cesse deux ans plus tard.

### Phase 1 (restylage)
En avril 2019, Renault annonce le restylage du Trafic III qui profite d'une nouvelle signature à LED avec phares feux full LED de série (hors antibrouillards) sur sa face avant.
À noter que Fiat Professional, Mitsubishi Motors, Opel, Vauxhall et Nissan n'ont pas suivi et que les Talento II, Express, Vivaro B et NV300 ne disposent donc ni des améliorations stylistiques, ni des améliorations de la consommation ou des équipements liées à ce restylage.
Suite du refus du gouvernement français de valider le projet de fusion entre Fiat et Renault, ce qui conduira au rapprochement de FCA et PSA et à la création de Stellantis, les accords de coopération entre Renault et Fiat pour la fabrication du Fiat Talento II sont rompus et la production du Fiat Talento II prend fin en octobre 2020.

### Phase 2

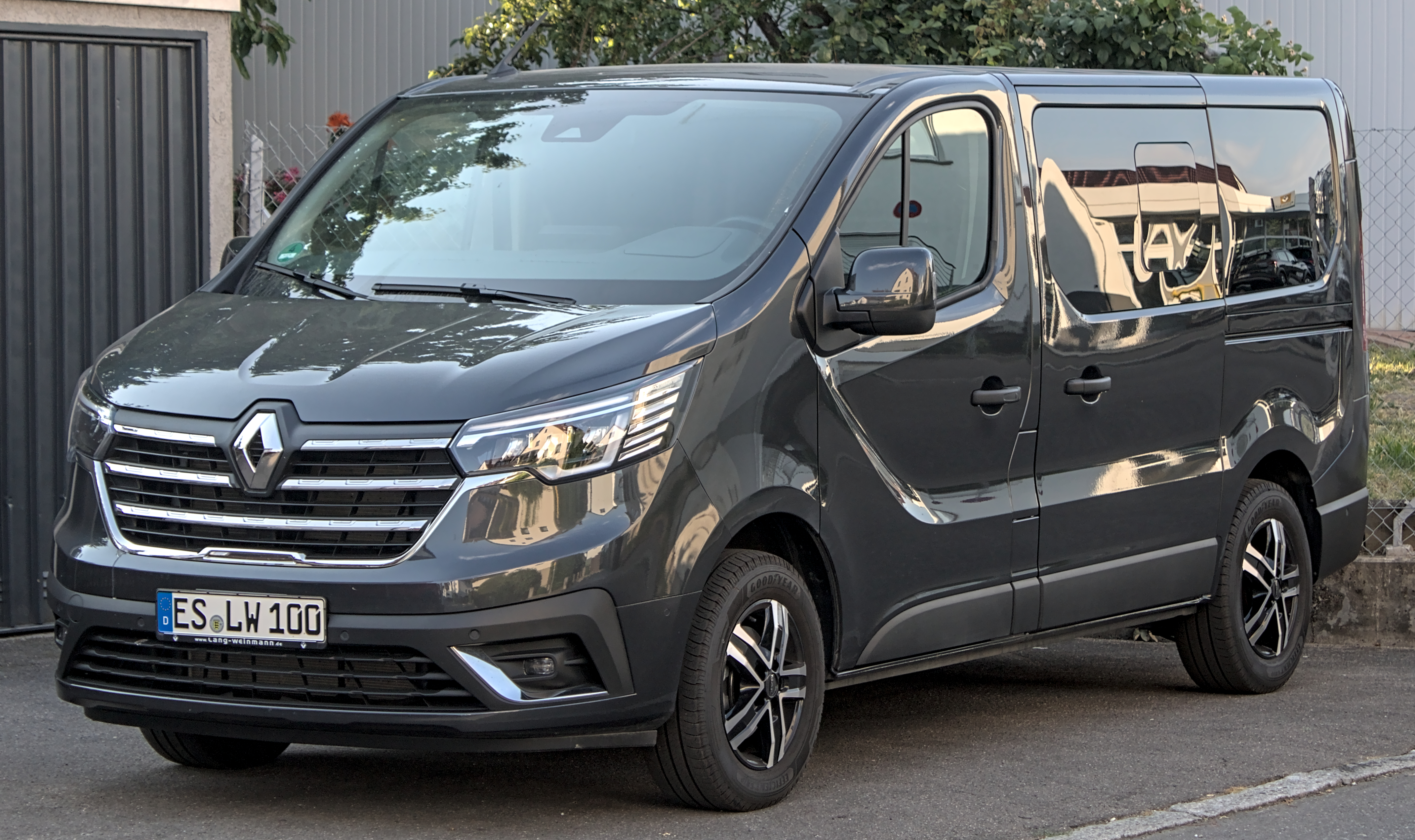

En novembre 2020, Renault présente la phase 2 du Trafic III d'abord dans sa version familiale. Cette fois, la signature à LED est redessinée et adopte la forme d'un "C". Les phares feux full LED avec allumage automatique sont proposés de série, les antibrouillards deviennent à LED, il en est de même pour les répétiteurs latéraux, qui passent des ailes avant aux rétroviseurs. La calandre et le bouclier sont également redessinés, et le capot devient plus plat. A noter également la présence d'une toute nouvelle planche de bord, avec une boite à gants tiroir pouvant être réfrigérée et aussi un nouvel écran tactile 8" Easy Link (de série à partir d'Aout  2024 sur toutes les versions) compatible Android Auto et Apple Car Play, chacun d'entre eux pouvant être aussi bien filaire que sans fil. Un chargeur de smartphone à induction est également disponible en option sur toute la gamme Trafic III Restylé et de ses clones Nissan et Renault Trucks (et même fourni de série sur le Trafic SpaceClass Restylé). En septembre 2021, c'est au tour de la variante utilitaire du Trafic de subir un restylage,. À noter également l'arrêt définitif de la commercialisation des versions réhaussées en châssis court dites "L1H2"  à partir de l'été 2021 (aussi bien chez Renault que chez Nissan que chez Renault Trucks). Cela fait suite à des ventes extrêmement mauvaises pour cette déclinaison de carrosserie.
En février 2021, Nissan restyle le NV300 dans ses versions utilitaire et combi. Il adopte une nouvelle calandre grillagée avec des phares full LED  à allumage automatique de série [incluant les antibrouillards en option et les répétiteurs latéraux (ces derniers sont passés des ailes avant aux rétroviseurs) ] et la même planche de bord que le Trafic restylé. En septembre 2021, le NV300 est restylé dans sa variante familiale et se rebaptise Primastar comme la première génération sortie de 2001 à 2016 qu'il avait remplacé.
À la fin de l'été 2021, l'ex groupe PSA, nouveau propriétaire de Fiat Professional et de Fiat, a annoncé la fin du partenariat avec Renault pour le Fiat Talento II et la commercialisation en 2022 d'une nouvelle version construite sur la base de l'utilitaire maison Citroën Jumpy-Dispatch /Peugeot Expert.
En 2022, Renault commence à fournir son Trafic à Renault Trucks (propriété de Volvo AB), qui le commercialise donc également dans son réseau de distribution conjointement aux camions poids lourd Renault Trucks.
Depuis juillet 2024, à la suite de la réglementation GSR2, toutes les versions du Renault Trafic arborent le nouveau logo Renault, aussi bien chez Renault que chez Renault Trucks.
Depuis juillet 2024, à la suite de la réglementation GSR2, toutes les versions du Nissan Primastar arborent le nouveau logo Nissan.

### Trafic SpaceNomad
Une version "van aménagé" SpaceNomad est lancée en France en juillet 2022. Le Trafic SpaceNomad dispose notamment d'un toit relevable qui permet l'apport de deux couchages supplémentaires. Cet espace est équipé de prises USB et de lampes de lecture, mais aussi de panneaux solaires avec la finition haute Iconic. Renault propose aussi, dans ce van aménagé, un réfrigérateur de 49 litres, une kitchenette ou encore un auvent latéral. La version SpaceNomad du Trafic est produite dans la même usine que les autres versions, à Sandouville, mais la transformation est réalisée à Angers par l'entreprise Pilote.
|                 | Équilibre (versions courte/longue) | Iconic (versions courte/longue) |
| --------------- | ---------------------------------- | ------------------------------- |
| 2.0 dCi 150 BVM | 61 900 €/63 700 €                  | -                               |
| 2.0 dCi 150 EDC | 64 100 €/65 900 €                  | -                               |
| 2.0 dCi 170 EDC | -                                  | 70 500/72 300 €                 |

### Trafic Van E-Tech électrique

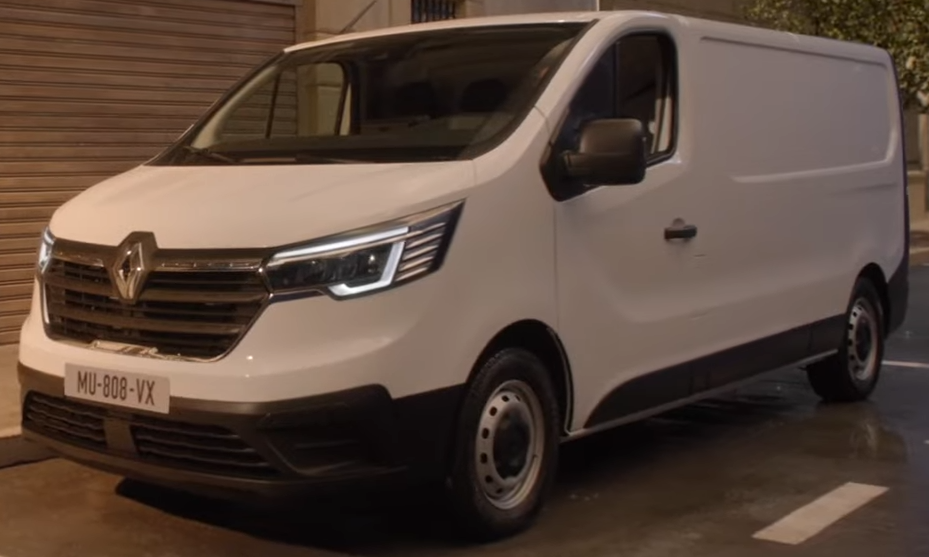
Trafic Van E-Tech 100% électrique.

C'est lors du Salon de Hanovre 2022, que Renault présente officiellement le Trafic Van E-tech électrique.
Après le Kangoo et le Master, c'est au tour du Renault Trafic de voir sa version E-Tech 100% électrique arriver sur le marché du véhicule électrique à partir de 2023.
Équipé d'un moteur de 90 kW (122 ch) et alimenté par une batterie d'un capacité 52 kWh, son autonomie annoncée est de 297 km (L2H1 fourgon), 240 km (L2H2 fourgon), 285 km (plancher cabine), 265 km (L2H1 cabine approfondie), 275 km (L1H1 cabine approfondie), 305 km (L1H1 fourgon). Cette chaine de traction est à l'étude sur le Kangoo de 3e génération et pourrait être proposée par Renault, par Nissan et par Mercedes-Benz.
Depuis la rentrée 2024, le Trafic (aussi bien chez Renault que chez Renault Trucks), mais aussi son clone japonais, le Nissan Primastar II peuvent disposer d'un compteur digital de 7 pouces (de série sur toutes les versions électriques, SpaceClass, Passenger haut de gamme, Fourgon H1 haut de gamme, Cabine Approfondie haut de gamme ; en option sur les versions Passenger d'accès, Fourgon H1 thermique d'accès, Cabine Approfondie thermique d'accès, Plancher cabine thermique, Fourgon avec réhausse dit "Fourgon H2" ; et indisponible sur les versions Camping, loisirs).
Déjà proposées chez Renault et chez Renault Trucks en Fourgon hauteur standard dit "H1" et avec 2 longueurs, en Cabine Approfondie avec une seule hauteur "H1" et avec 2 longueurs, mais aussi en plancher cabine (la version 100% électrique est le seul moyen de pouvoir disposer d'une boite de vitesses automatique sur la variante Plancher cabine), les versions Combi Passenger en 2 longueurs, SpaceClass en 2 longueurs, rehaussées dites "H2" en 2 longueurs sont à l'étude; tout comme une variante charge rapide avec une plus grande batterie, un moteur plus puissant, et plus d'autonomie. L'électrification du Primastar de 2nde génération est encore à l'étude chez Nissan, mais le clone japonais devrait normalement reprendre très probablement à l'identique les caractéristiques techniques (batterie-moteur-chargeur) du Trafic électrique, ainsi que les mêmes déclinaisons de carrosserie disponibles en électrique sur le Trafic. 

## Caractéristiques techniques
Par rapport au Trafic II, l'évolution du design extérieur concerne principalement la partie avant du véhicule avec une calandre, un logo et des optiques imposants. Les poignées de portes deviennent horizontales.
L'intérieur de la cabine se veut connecté (emplacements et connexions pour smartphone, tablette, PC portable) le tout commandé par un écran tactile 7" intégré au tableau de bord (en option) avec les systèmes multimédias baptisés "R-Link" chez Renault ou "IntelliLink" chez Opel-Vauxhall. La caméra de recul est également disponible en option. Enfin, selon versions, le Renault Trafic III (versions avant restylage ou versions restylées) ; tout comme ses clones Nissan NV300 puis Nissan Primastar II, Renault Trucks Trafic III Red, Fiat Talento II et Opel/Vauxhall Vivaro B ; peuvent disposer en option de l'accès et démarrage mains libres (même fourni en série sur toutes les finitions hautes de toutes les déclinaisons de carrosserie à partir de juillet 2024, fourni de série aussi sur le Trafic SpaceClass, et de série sur certaines versions transport de personnes haut de gamme), un système baptisé "Carte Mains Libres" chez Renault.
Est aussi disponible de série un système de motricité renforcée avec mode sol meuble baptisé « Extended Grip » chez Renault et chez Renault Trucks et chez Nissan ou « IntelliGrip » chez Opel et chez Vauxhall.
Enfin, comme dans le Ford Transit Custom, la cloison de séparation bénéficie d'une trappe permettant de glisser des objets longs sous la banquette passagers, jusqu'à 4,15 m en L2.
En 2015, le Trafic III gagne le prix l'Argus de l'utilitaire de l'année devant le Ford Transit 2T et son clone allemand : l'Opel Vivaro II. Cet utilitaire est avant tout reconnu pour ses capacités de port de charges et ses volumes de chargements variant de 5,2 m3 (en L1H1) à 8,6 m3 (en L2H2). Son habitacle est très apprécié pour ses rangements et son ergonomie. Sur la route, le Trafic est convaincant étant confortable et agréable à manier selon l'Argus. Le pari de Renault de rendre son Trafic moins utilitaire et plus berline sans négliger le côté pratique semble réussi.

### Motorisations
| Moteur                     | 1.6 DCi              | 1.6 DCi              | 1.6 DCi              | 1.6 DCi              | 1.6 DCi              | 1.6 DCi              | 1.6 DCi              | 2.0 BlueDCi          | 2.0 BlueDCi          | 2.0 BlueDCi          | R90 e-Tech |
| -------------------------- | -------------------- | -------------------- | -------------------- | -------------------- | -------------------- | -------------------- | -------------------- | -------------------- | -------------------- | -------------------- | ---------- |
| Type                       | 4-cylindres en ligne | 4-cylindres en ligne | 4-cylindres en ligne | 4-cylindres en ligne | 4-cylindres en ligne | 4-cylindres en ligne | 4-cylindres en ligne | 4-cylindres en ligne | 4-cylindres en ligne | 4-cylindres en ligne |            |
| Cylindrée (cm3)            | 1598                 | 1598                 | 1598                 | 1598                 | 1598                 | 1598                 | 1598                 | 1997                 | 1997                 | 1997                 |            |
| Alimentation               | Turbocompressé       | Turbocompressé       | Turbocompressé       | Turbocompressé       | Bi-Turbocompressé    | Bi-Turbocompressé    | Bi-Turbocompressé    | Turbocompressé       | Turbocompressé       | Turbocompressé       |            |
| Puissance maximale ch (kW) | 90 (66)              | 95 (70)              | 115 (85)             | 120 (88)             | 125 (92)             | 140 (103)            | 145 (107)            | 120 (88)             | 150 (110)            | 170 (125)            | 122 (90)   |
| au régime de (tr/min)      | 3500                 | 3500                 | 3500                 | 3500                 | 3500                 | 3500                 | 3500                 | 3500                 | 3500                 | 3500                 |            |
| Couple maximal (N m)       | 260                  | 260                  | 300                  | 300                  | 320                  | 340                  | 340                  | 320                  | 350                  | 380                  |            |
| au régime de (tr/min)      | 1500                 | 1500                 | 1750                 | 1500                 | 1500                 | 1750                 | 1750                 | 1500                 | 1500                 | 1500                 |            |
| Renault/Nissan             | ✔                    | ✔                    | ✔                    | ✔                    | ✔                    | ✔                    | ✔                    | ✔                    | ✔                    | ✔                    | ✔          |
| Opel/Vauxhall              | ✔                    | ✔                    | ✔                    | ✔                    | ✔                    | ✔                    | ✔                    | ✘                    | ✘                    | ✘                    |            |
| Mitsubishi                 | ✘                    | ✘                    | ✘                    | ✘                    | ✘                    | ✔                    | ✘                    | ✘                    | ✘                    | ✔                    |            |
| Fiat                       | ✔                    | ✔                    | ✔                    | ✔                    | ✔                    | ✔                    | ✔                    | ✔                    | ✔                    | ✔                    |            |

### Finitions
|               | H1L1 | H1L2 | H2L1 | H2L2 | Plancher Cabine | Cabine Approfondie L1 | Cabine Approfondie L2 | Combi L1 | Combi L2 |
| ------------- | ---- | ---- | ---- | ---- | --------------- | --------------------- | --------------------- | -------- | -------- |
| Essentiel     | ✔    | ✔    | ✘    | ✘    | ✘               | ✘                     | ✘                     | ✘        | ✘        |
| Confort       | ✔    | ✔    | ✔    | ✔    | ✔               | ✔                     | ✔                     | ✘        | ✘        |
| Grand Confort | ✔    | ✔    | ✔    | ✔    | ✘               | ✔                     | ✔                     | ✘        | ✘        |
| Zen           | ✘    | ✘    | ✘    | ✘    | ✘               | ✘                     | ✘                     | ✔        | ✔        |
| Intens        | ✘    | ✘    | ✘    | ✘    | ✘               | ✘                     | ✘                     | ✔        | ✔        |

Certaines finitions ne sont pas disponibles avec certaines motorisations.

#### Renault

##### Sport+
Renault propose un nouveau pack Sport+ sur la version utilitaire du Trafic pour l'Angleterre.
- SpaceClass (variante très exclusive, ultra chic et très haut de gamme, très VIP du minibus français / du van passager français)

#### Opel
- Tourer (pack pour l'Opel Vivaro Combi) (peut disposer d'une table rétractable + sièges pivotants en option)(variantes rebadgées du Renault Trafic SpaceClass et du Renault Trafic SpaceClass Signature)
- Life (avec banquette arrière transformable en lit ou ambiance salon VIP avec table rétractable et sièges pivotants) (variante rebadgée du Renault Trafic SpaceClass Escapade)

#### Vauxhall
- Tourer (pack pour le Vauxhall Vivaro Combi) (peut disposer d'une table rétractable + sièges pivotants en option) (variantes rebadgées du Renault Trafic SpaceClass et du Renault Trafic SpaceClass Signature)
- Life (avec banquette arrière transformable en lit ou ambiance salon VIP avec table rétractable et sièges pivotants) (variante rebadgée du Renault Trafic SpaceClass Escapade)

#### Fiat
- Lounge (pack pour le Fiat Talento Combi) (peut disposer d'une table rétractable + sièges pivotants en option) (variantes rebadgées du Renault Trafic SpaceClass et du Renault Trafic SpaceClass Signature)

#### Renault Trucks
- Red Edition (série spéciale de lancement)[22]

## Galerie

Renault Trafic III
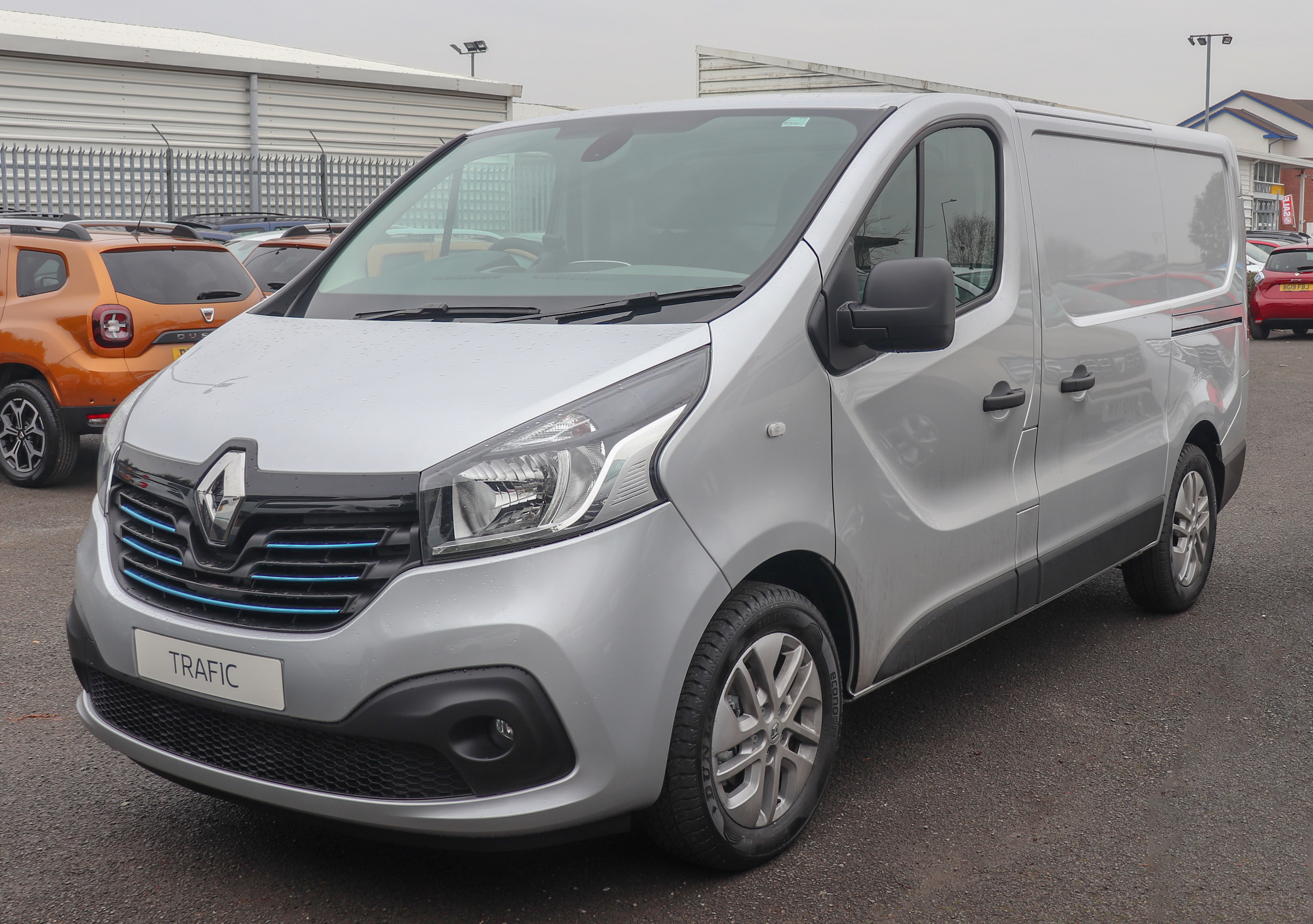
Phase 1
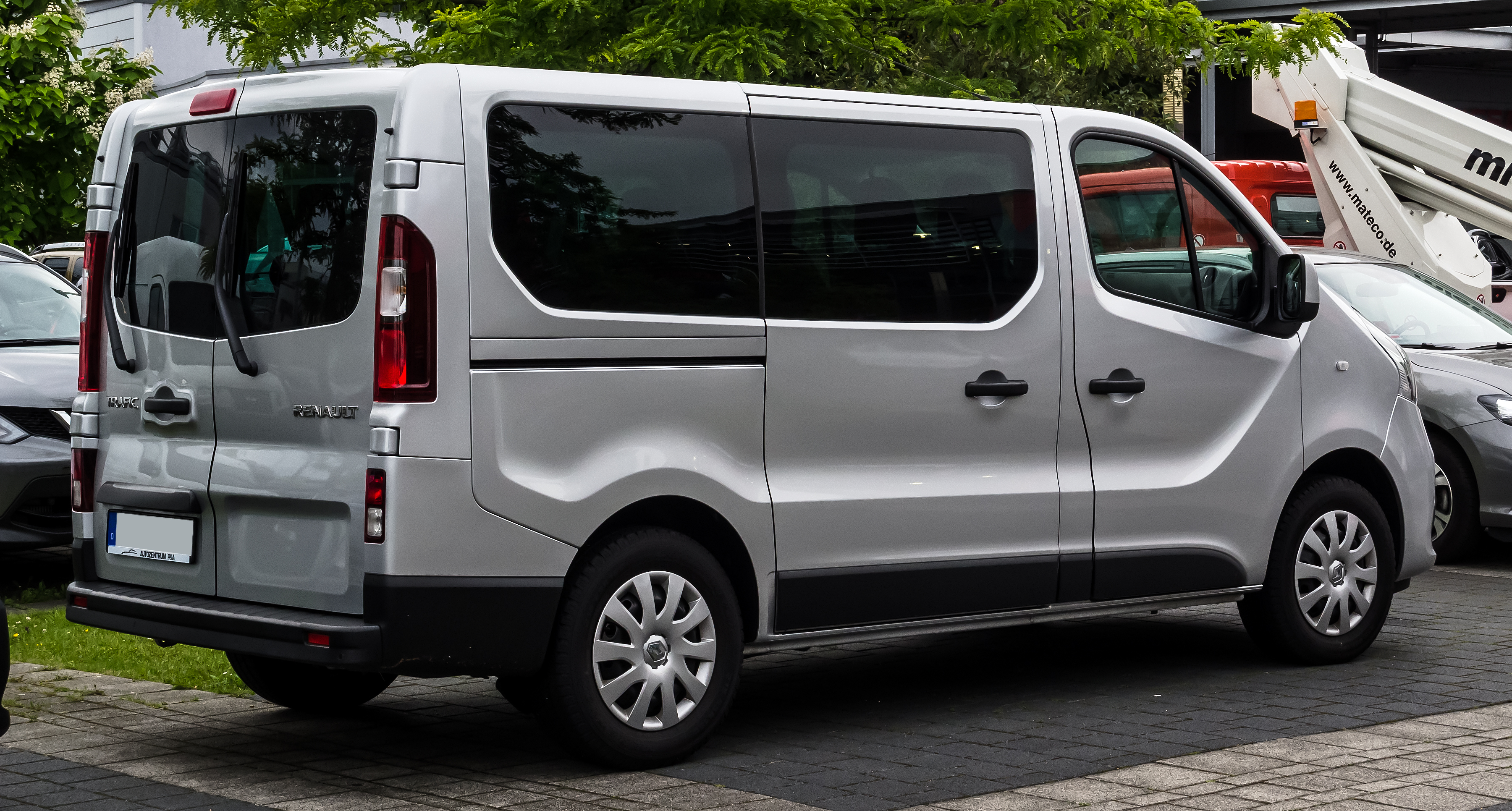
Phase 1
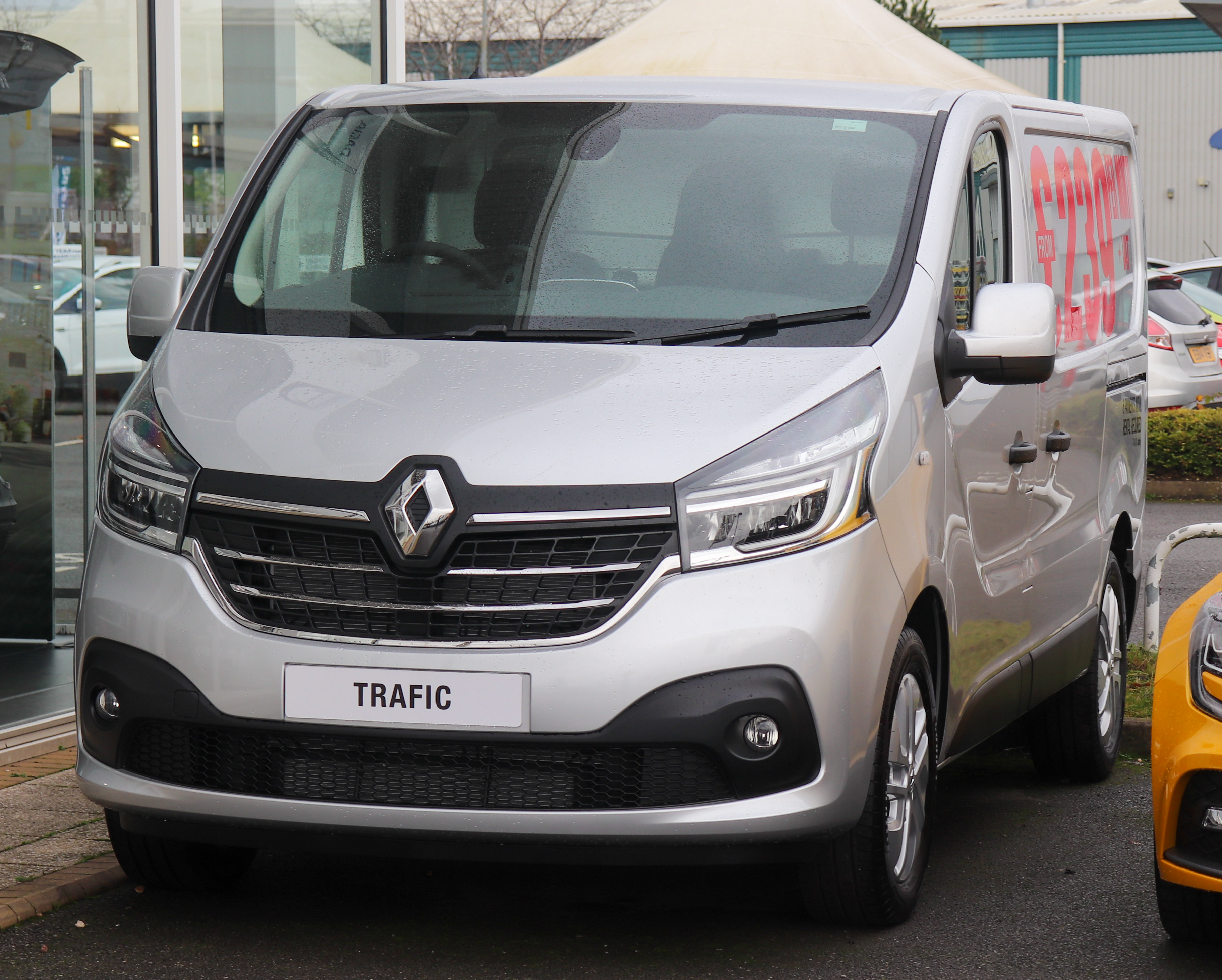
Phase 1
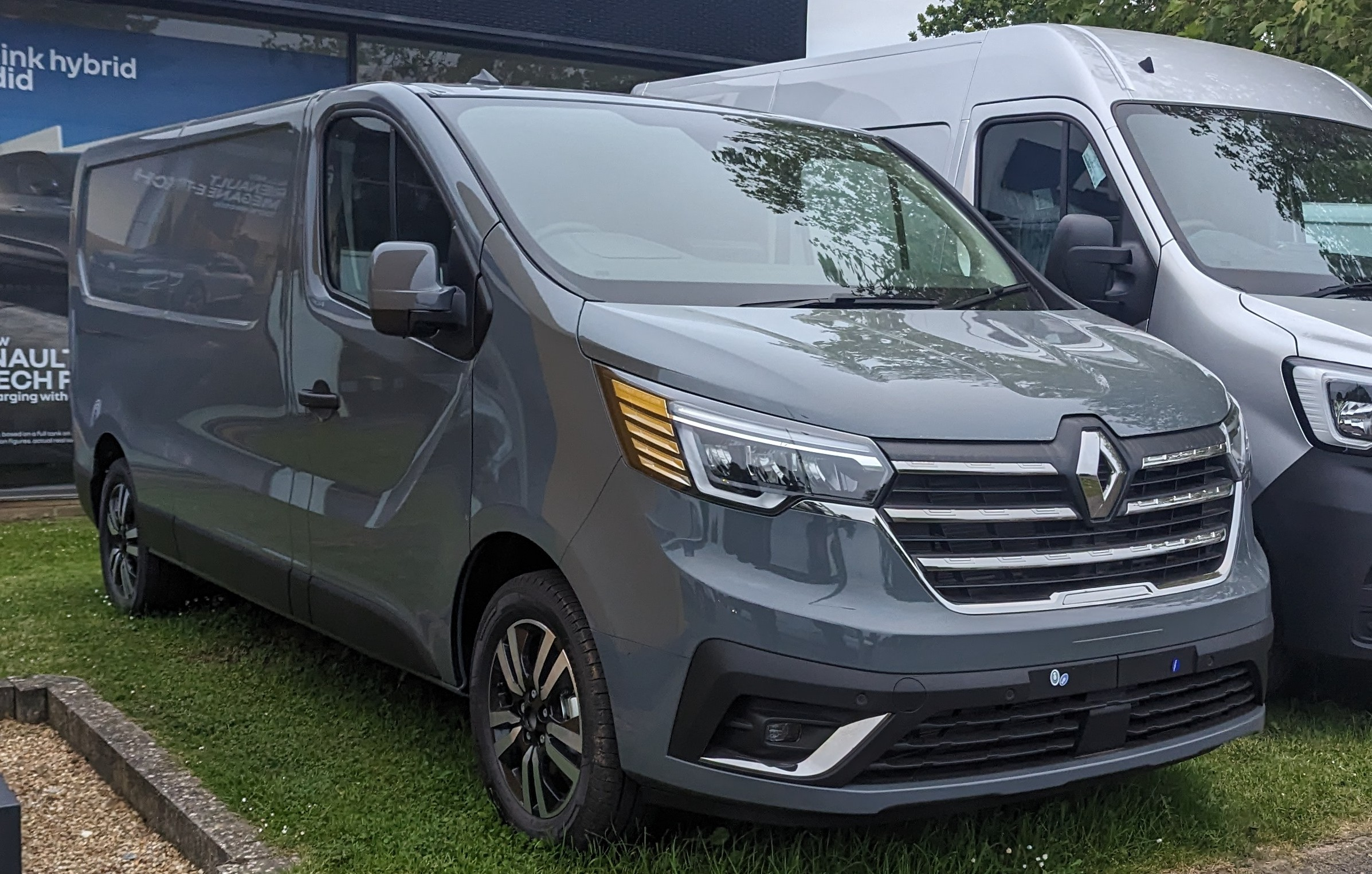
Phase 2

Fiat Talento II
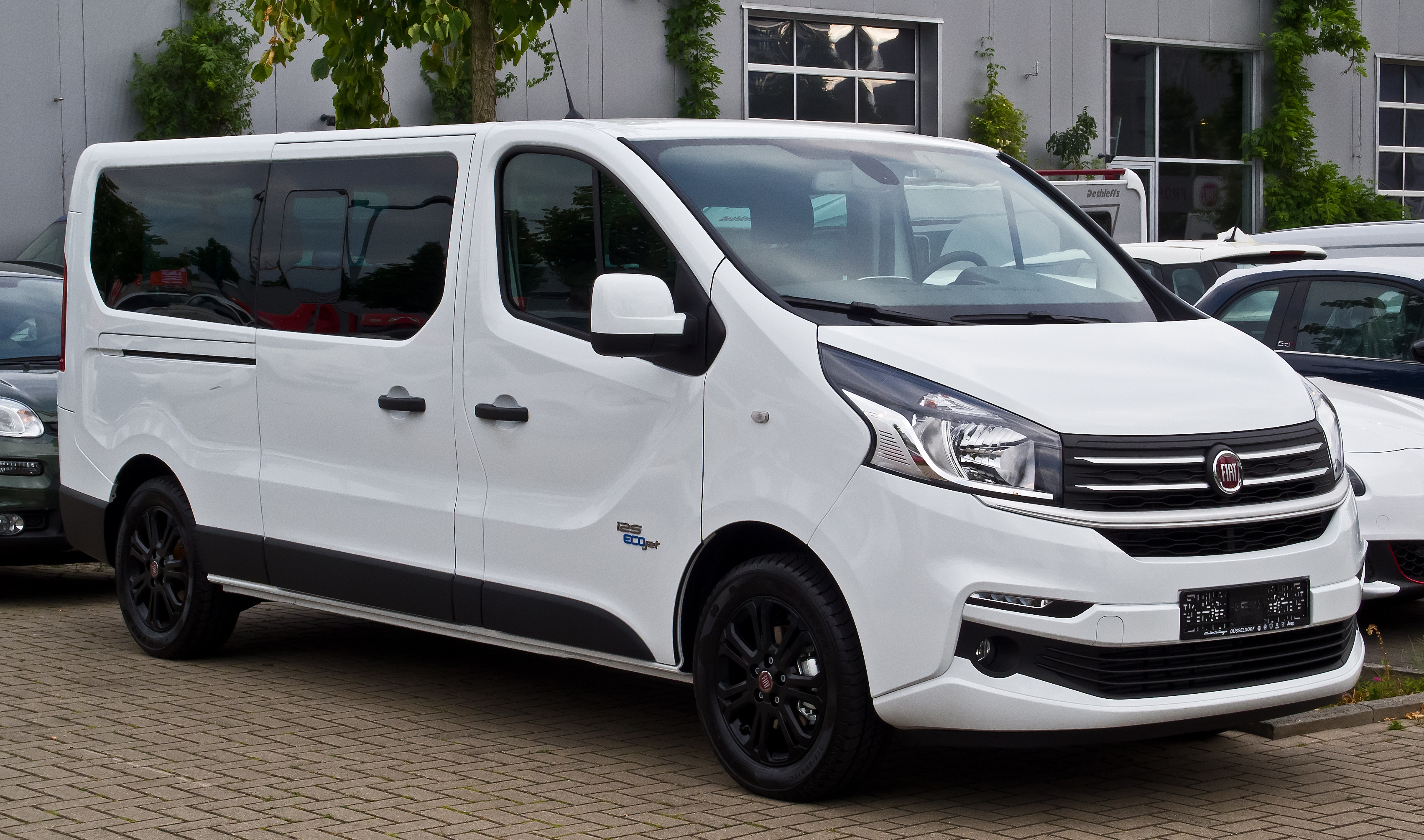
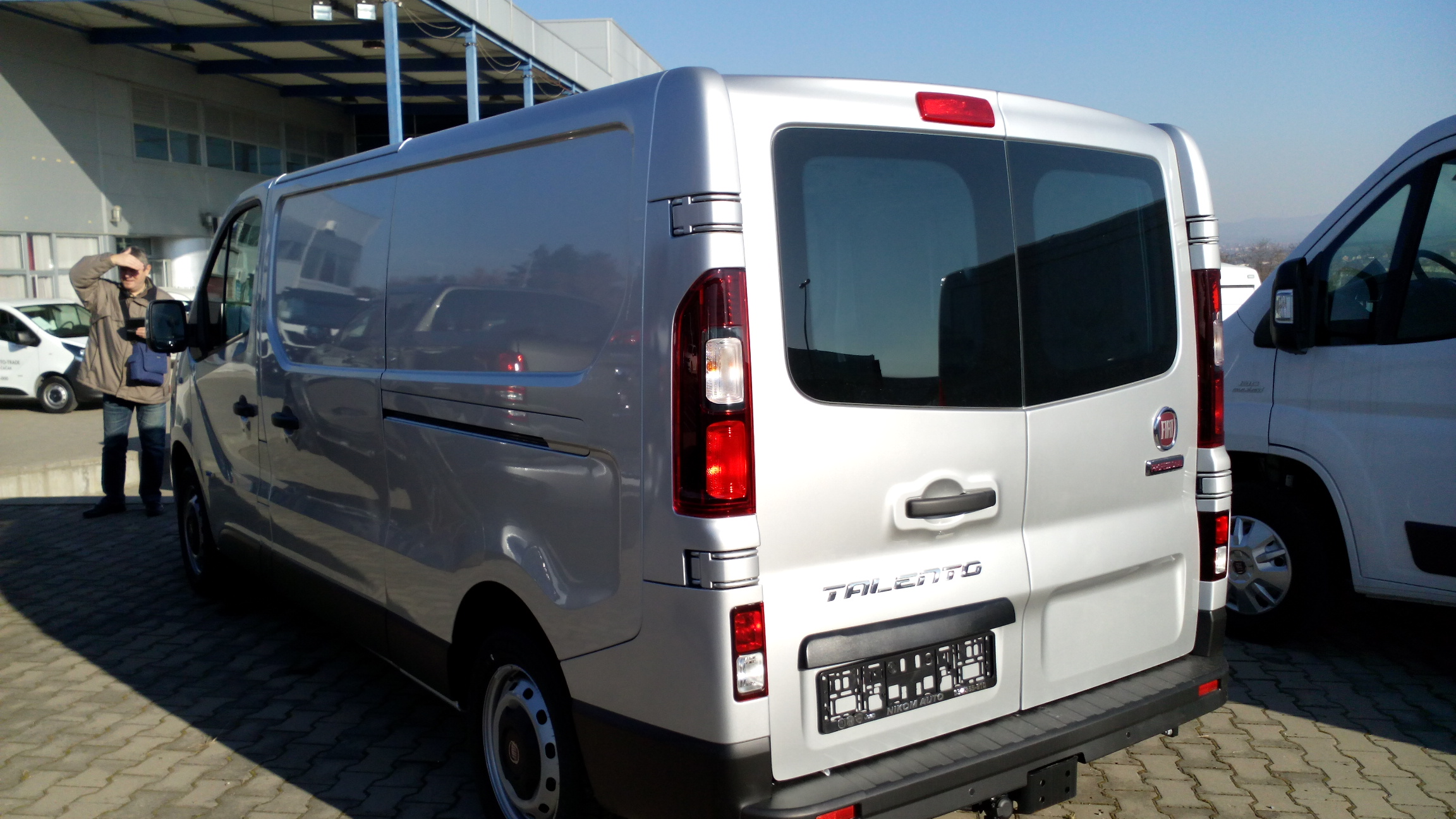

Nissan NV300
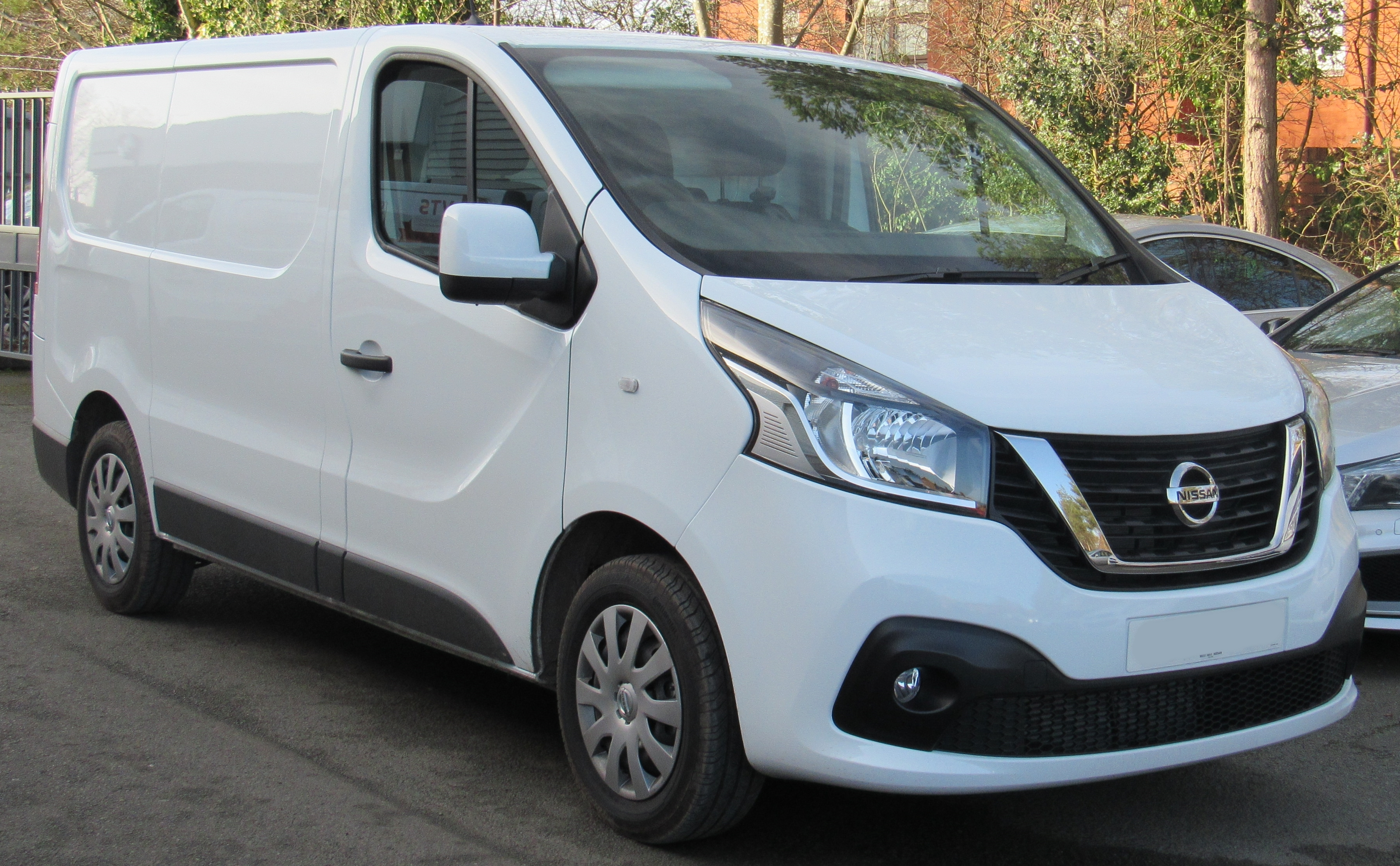
Phase 1
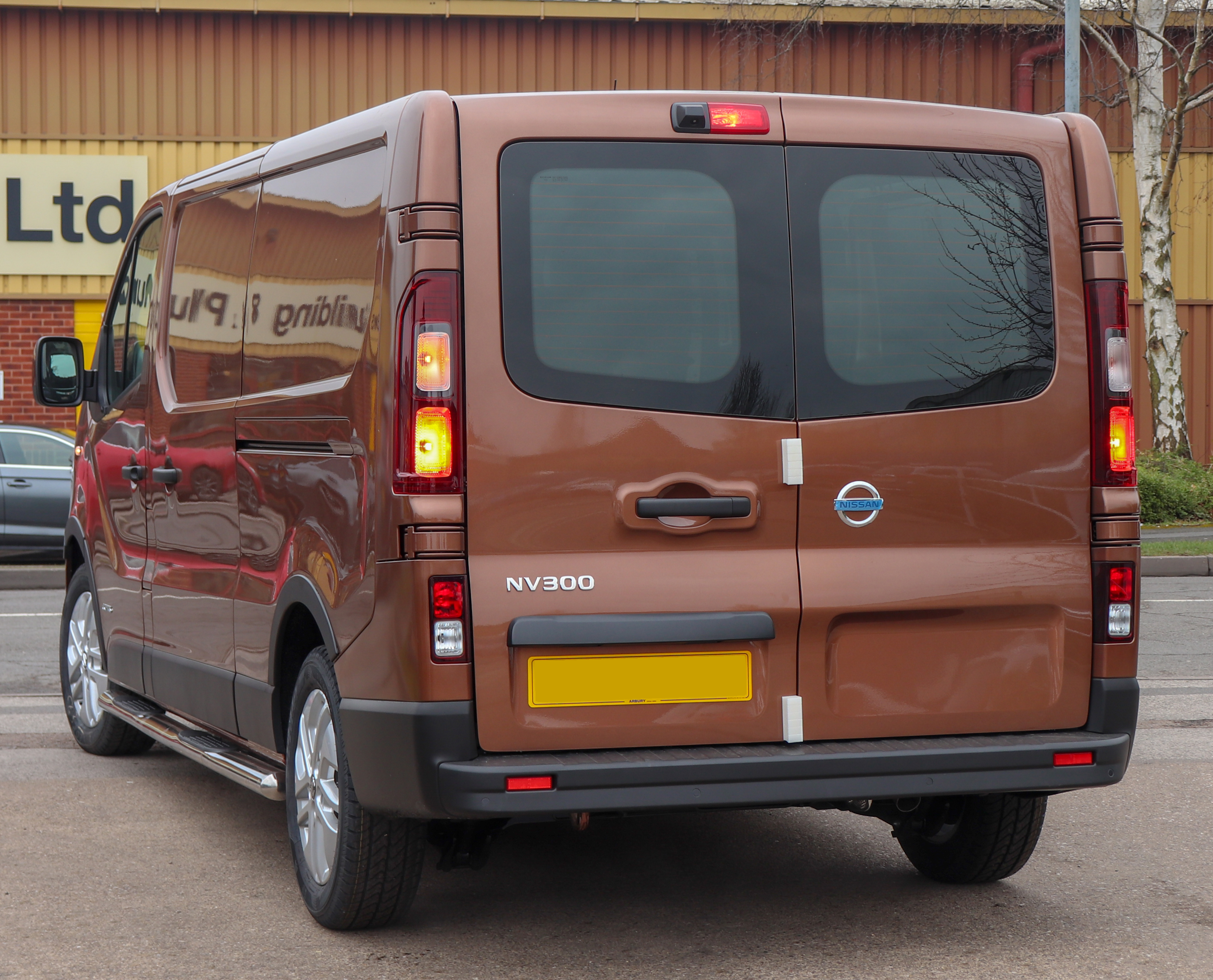
Phase 1
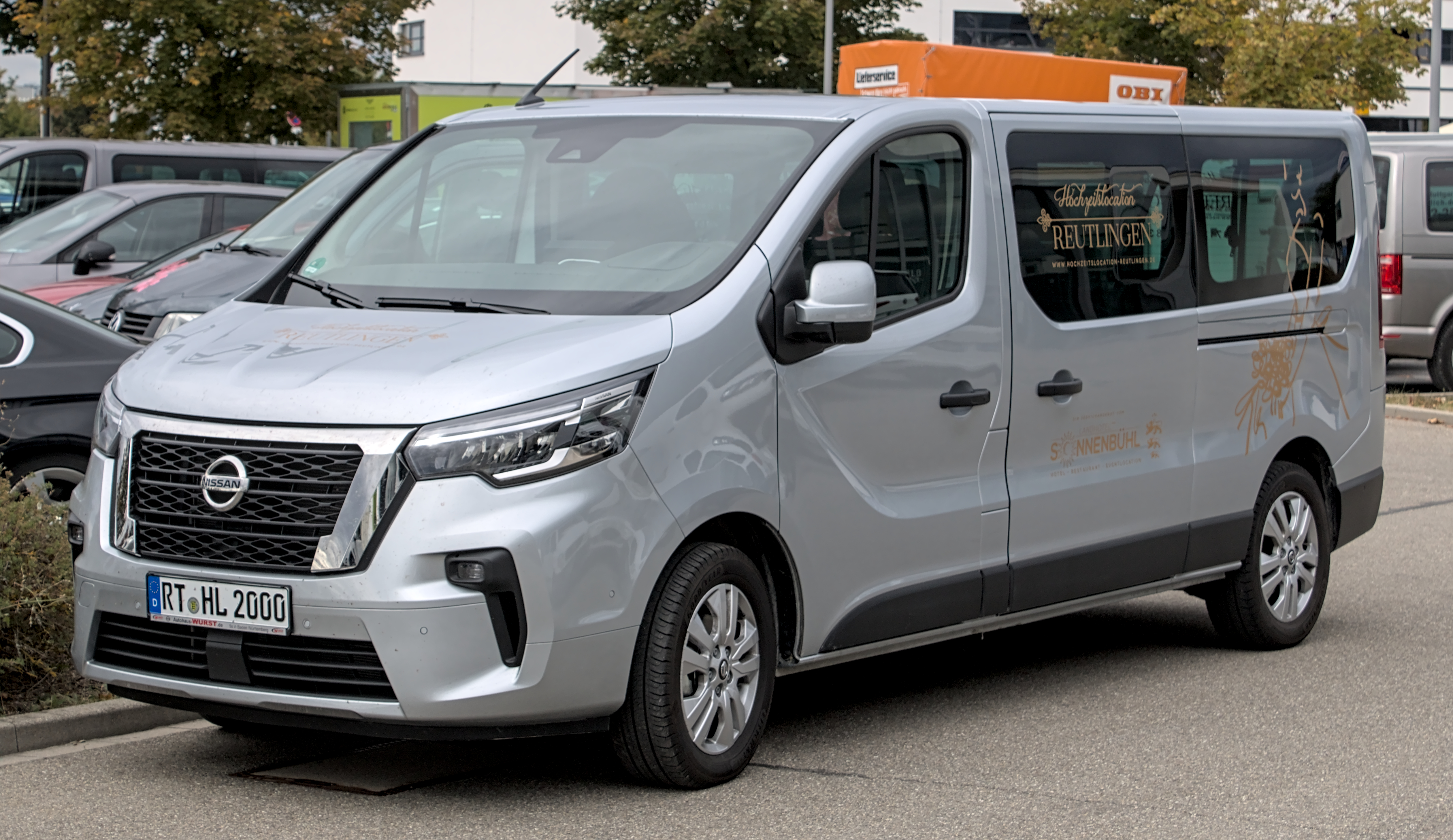
Phase 2

Opel/Vauxhall Vivaro B
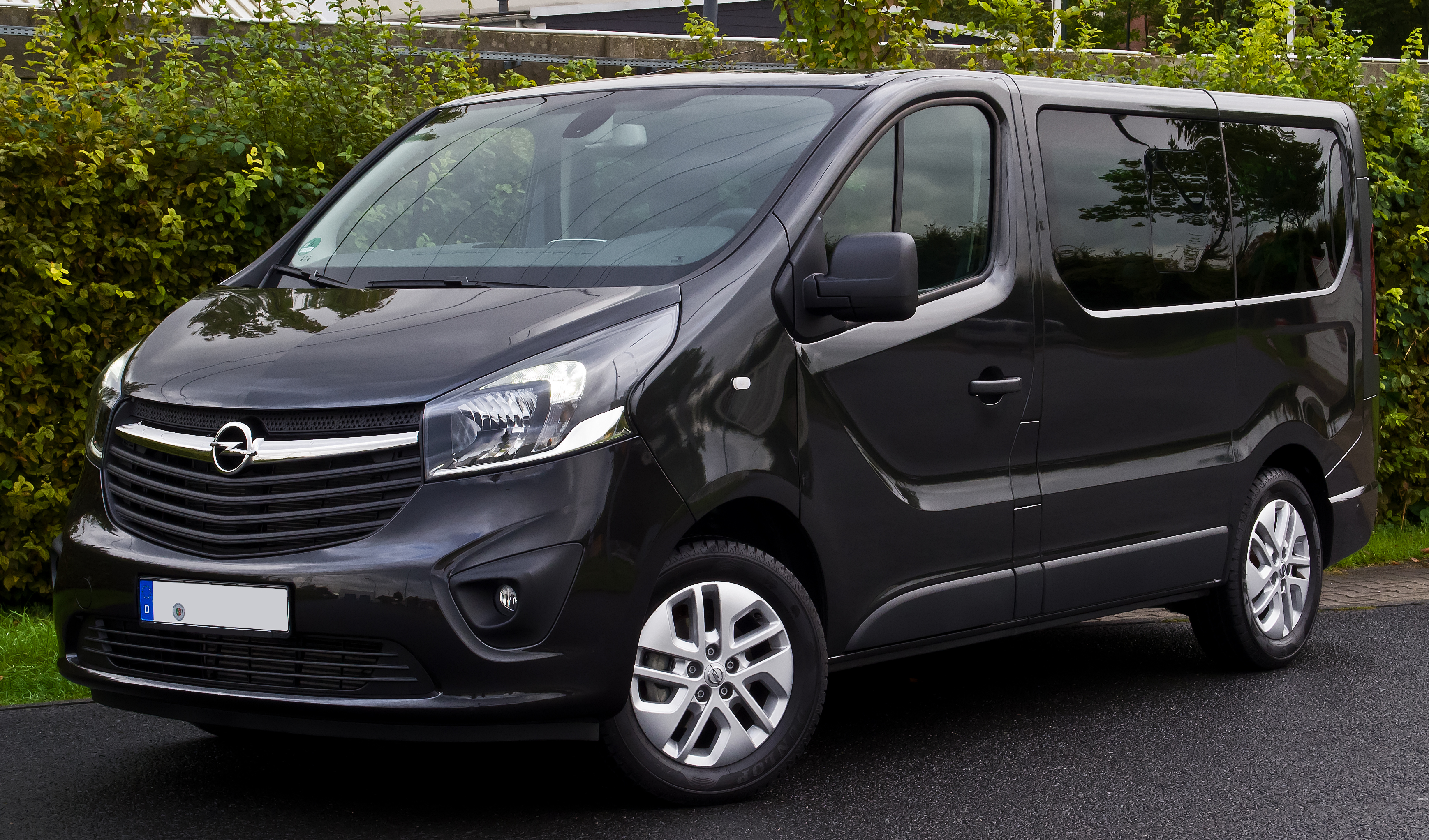
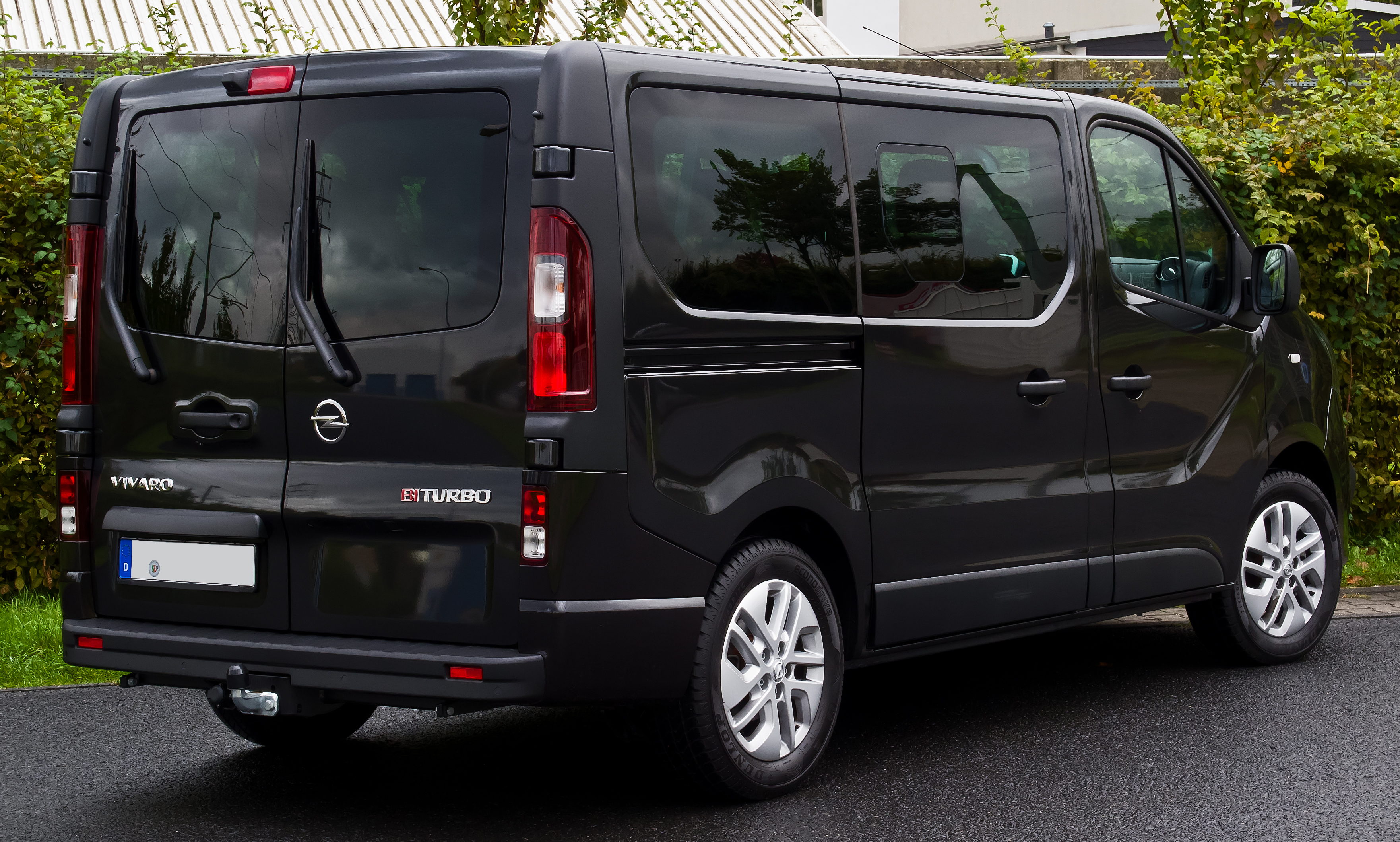